# Gerben Valkema
Gerben Valkema (Ulrum, 14 april 1980) is een Nederlands striptekenaar, onder andere bekend van de stripreeks Elsje.

## Biografie
Gerben Valkema werd op 14 april 1980 geboren in het Groningse Ulrum. In Groningen volgde hij een opleiding aan de Academie Minerva. Tijdens zijn werk voor een stripwinkel in Groningen werd hij ontdekt door striptekenaar Jan Kruis die hem uitnodigde om te werken voor zijn studio.
Valkema tekende bij Studio Jan Kruis mee aan afleveringen van Jan, Jans en de Kinderen. Valkema startte in 2007 met scenarist Eric Hercules de samenwerking Hercules & Valkema, verantwoordelijk voor de stripreeks Elsje. Deze verschenen in regionale dagbladen en in Eppo. Ook tekende Valkema mee aan strips van Donald Duck en Agent 327.
In 2012 tekende Valkema voor de Toonder Campagnie een Bommelstripstrook ter gelegenheid van 100 jaar Marten Toonder.

## Suske en Wiske hommage-albums
Met SOS Kinderdorpen brengt hij samen met Guus Meeuwis in 2016 het gelegenheidsalbum 'De grandioze gitaar' uit. Zijn stijl valt goed in de smaak en hij wordt gevraagd om in 2017 het eerste Suske en Wiske hommage-album te maken. Daarvoor werkt hij samen met de Franse scenarist Yann aan het album Cromimi. In 2021 krijgt hij wederom de opdracht om, na hommage-albums van Steven Dupré, Jean-Marc Krings en Paul Geerts, wederom een album te tekenen. Dat werd 'De Vroem-Vroem-Club', die in november 2021 verscheen.

## Meer grafisch werk
Met striptekenaar Michiel van de Vijver zette Valkema Kijk en Lees op, een educatieve stripreeks voor jonge kinderen. De in Haarlem werkzame Valkema verzorgt ook de illustraties van Brouwerij Uiltje.

## Stripschapprijs
In 2021 won Valkema de Stripschapprijs voor zijn oeuvre.

## Prijzen
- Stripschapprijs, 2021[10]
- Willy Vandersteenprijs, 2016
- Stripschappenning voor beste jeugdalbum, 2013[6]
- Stripschapspenning voor beste jeugdalbum, 2011[6]